# Unio turtoni
Unio turtoni es una especie de molusco bivalvo  de la familia Unionidae.

## Distribución geográfica
Es  endémica de Francia.